# Cucullia simoneaui
Cucullia simoneaui är en fjärilsart som beskrevs av François Louis Nompar de Caumont de Laporte 1976. Cucullia simoneaui ingår i släktet Cucullia och familjen nattflyn. Inga underarter finns listade i Catalogue of Life.